# Anna Margraf
Anna Magano Margraf (* 7. Mai 2001 in Himmelkron) ist eine deutsch-australische Fußballspielerin.

## Karriere

### Vereine
Margraf spielte in ihrer Jugend und zuletzt bis ins Jahr 2018 für Brisbane Roar QAS, bevor sie in die erste Mannschaft des Vereins aufrückte. In der Saison 2018/19 bestritt sie ihre ersten neun Punktspiele in der W-League, der seinerzeit höchsten Spielklasse im australischen Frauenfußball. Ihr Debüt im Seniorinnenbereich gab sie zum Saisonstart am 28. Oktober 2018 beim 1:1-Unentschieden im Heimspiel gegen Perth Glory von Beginn an. In der Saison 2019/20 wurde sie dreimal eingesetzt.
Von April bis November 2020 spielte sie für den in Logan City (Bundesstaat Queensland) ansässigen Logan Lightning FC, bevor sie nach Brisbane zurückgekehrt, ein zweites Mal für Brisbane Roar aktiv war – vom 22. Januar bis zum 28. März 2021 fünfmal sowie wie einmal im Halbfinale des Meisterschaftsturniers der besten vier Mannschaften aus der regulären Saison. Die Begegnung in heimischer Spielstätte gegen Melbourne Victory am 4. April 2021 wurde mit 2:6 verloren.
Vom 1. April bis zum 27. August 2021 spielte sie für den Capalaba FC, bevor sie nach Brisbane zurückgekehrt, ein drittes Mal für Brisbane Roar tätig wurde. In ihrer letzten Saison für den Verein bestritt sie alle 14 Punktspiele der regulären Saison und erzielte drei Tore; das erste gelang ihr zum Saisonstart am 4. Dezember 2021 bei der 1:2-Niederlage im Auswärtsspiel gegen Perth Glory mit dem Treffer zur 1:0-Führung in der 22. Minute.
Die Möglichkeit außerhalb Australiens Vereinsfußball zu erleben ergriff sie und begab sich nach Deutschland; der Bundesliganeuling SV Meppen hatte sie zur Saison 2022/23 verpflichtet. Für den Verein erzielte sie zwei Tore in all’ ihren 22 Saisonspielen. Ihr erstes Pflichtspiel fand in der heimischen Hänsch-Arena statt und wurde am 18. September 2022 gegen den SC Freiburg mit 1:2 verloren; ihr erstes Tor erzielte sie am 6. November 2022 (7. Spieltag) beim 2:0-Sieg im Heimspiel gegen Werder Bremen mit dem Treffer zum Endstand in der 36. Minute.
Nach Huelva gelangt, kam sie für den spanischen Erstligisten Sporting Huelva in elf Punkt- und einem Pokalspiel zum Einsatz. Mit dem Abstieg ihrer Mannschaft als Letzter des Klassements (1 S, 1 U, 15 N) verließ sie diese und kehrte nach Deutschland zurück.
Zur Saison 2024/25 wurde sie vom Bundesligaaufsteiger FC Carl Zeiss Jena verpflichtet. Ihr Debüt für die Mannschaft gab sie am 14. September 2024 (2. Spieltag) bei der 0:2-Niederlage im Heimspiel gegen den VfL Wolfsburg mit Einwechslung für Fiona Gaißer in der 84. Minute.

### Nationalmannschaft
Als Nationalspielerin des Football Australia kam sie in der U23-Nationalmannschaft in (bisher) zwei Länderspielen zum Einsatz. Ihr Debüt erfolgte am
29. Mai 2024 in Växjö bei der 0:3-Niederlage im Freundschaftsspiel gegen die U23-Nationalmannschaft Schwedens. Ihr zweites Länderspiel am 4. Juni 2024 – ebenfalls in Växjö – beim 2:2-Unentschieden im Freundschaftsspiel gegen die U23-Nationalmannschaft Polens krönte sie sogleich mit ihrem ersten Länderspieltor, dem Treffer zum Endstand in der 76. Minute.